# 교황 베네딕토 11세
교황 베네딕토 11세(라틴어: Benedictus PP. XI, 이탈리아어: Papa Benedetto XI)는 제194대 교황(재위: 1303년 10월 22일 - 1304년 7월 7일)이다. 본명은 니콜로 보카시니(이탈리아어: Niccolo Boccasini)이다.
1736년 교황 클레멘스 12세에 의해 시복되었다.

## 생애 초기
니콜로 보카시니는 트레비소에서 지방 공증인 보카시오와 트레비소의 도미니코회 수사들을 위해 세탁일을 한 베르나르다의 아들로 태어났다. 니콜로에게는 아델레테라는 누이가 있었다. 그의 가족들은 트레비소의 외곽 지역에 거주하였다. 1246년 도미니코회 수사 한 명이 베르나르다에 대한 고마움을 표하기 위해 당시 부모를 여읜 그녀의 아이들에게 많은 양의 돈을 유산으로 남겨주고 갔다. 나중에 니콜로가 도미니코회에 입회했을 때 조건은 이 유산의 절반을 포기하는 것이었다. 6세 때부터 니콜로는 수사가 되려는 열망에 사로잡혔다. 그의 첫 번째 스승은 숙부이기도 한 산 안드레아 성당의 주임 신부였다.

## 수도 생활
1254년 니콜로는 자신의 고향인 트레비소에서 14세의 나이에 도미니코회에 입회했다. 트레비소의 수도원장은 그를 베네치아의 산 조반니 에 파올로 수도원에 보냈다. 이후 7년 간 니콜로는 베네치아에서 기초 교육을 계속 받았다. 이 기간 말경에 가서 그는 트레비소 대성당의 참사회원을 형제로 둔 로메오 퀴리니의 어린 아들의 과외교사를 맡았다. 1262년 니콜로는 밀라노로 가서 6년 간 산 에우스토르지오 수도원 학교에서 수학하였다. 이후 그는 베네치아 수도원의 강사가 되어 수도원의 동료 수사들의 기초 교육을 담당하였다. 베르나르 기에 의하면, 그는 1268년에서 1282년까지 14년 동안 수도원 강사로 봉사했다. 니콜로는 1276년에 고향인 트레비소의 도미니코회 수도원에서 강사로 초빙되어 1280년까지 그곳에 머물렀다. 1282년 2월, 니콜로는 다시 제노바로 거처를 옮겨 다시 강사를 지냈다. 그는 학사 학위를 받지 않았기 때문에 교수를 지내지는 못했다.
1286년 브레시아에서 소집된 수도회 총회에서 니콜로 신부는 롬바르디아 관구장으로 선출되었다. 롬바르디아 관구장을 지내면서 니콜로 신부의 생활 방식은 크게 바뀌었다. 그는 한 곳에 오래 머무르기보다는 순시와 격려, 교정을 위해 여러 수도원을 두루 돌아다녔다. 그 당시 롬바르디아에는 51곳의 수도원이 있었다. 또한 그는 이단심문관 역할도 수행했는데, 당시 교황들은 특히 프란치스코회와 도미니코회가 이러한 책무를 수행하기에 적격이라고 여겼다. 또한 그에게는 관구 회의를 소집할 책무까지 있었다. 니콜로 신부는 3년 동안 롬바르디아 관구장으로 있으면서 1287년 베네치아, 1288년 리미니, 1289년 트리어에서 세 차례 관구 회의를 개최했다. 3년의 임기를 마친 후에 그는 트레비소에 있는 수도원으로 돌아가기를 희망했지만, 1293년 브레시아 관구 회의에서 관구장의 연임이 결정됐다. 관구장을 연임한 니콜로 신부는 1294년 파벤티아, 1295년 베로나, 1296년 페라라에서 관구 회의를 개최했다. 그리고 1296년 스트라스부르에서 소집된 수도회 총회에서 수도회 총장으로 선출되었다.

## 추기경
니콜로는 1298년 12월 4일 교황 보니파시오 8세에 의해 산타 사비나 성당의 사제급 추기경에 서임됐다. 그는 1299년 3월 25일자로 로마 교황청에 들어가 추기경단에 포함되었다.
1300년 3월 2일 그는 오스티아의 주교급 추기경으로 승격되면서 주교품을 받았다. 1301년 5월 13일 그는 헝가리에 파견될 교황 사절로 임명됐다. 그는 1301년 6월 22일 공무를 수행하기 위해 떠나 1303년 5월 10일 귀국하였다. 또한 그는 프랑스에도 교황 사절로 파견되었다.
1303년 9월 보니파시오 8세가 아나니에서 사로잡혔을 당시 그의 곁에 끝까지 남아 보호한 단 두 명의 추기경들 중의 한 사람이었다. 다른 한 사비나 교구장 페드로 로드리게즈였다. 그들은 3일 동안 감옥에 갇혀 지냈다. 9월 10일 그들은 루카 프레스키 추기경이 이끈 군사들에 의해 풀려나 마테오 로소 오르시니 추기경의 호위를 받으며 9월 14일 로마로 돌아왔다.

## 교황 선출
보니파시오 8세 사후, 산 조반니 인 라테라노 대성전에서 후임 교황을 선출하기 위한 콘클라베가 소집되었다. 당시 추기경들은 프랑스 왕 필리프 4세에 적대적이지 않은 인물을 선출하고자 했으며, 1차 투표에서 만장일치로 니콜로가 뽑혔다.

## 교황

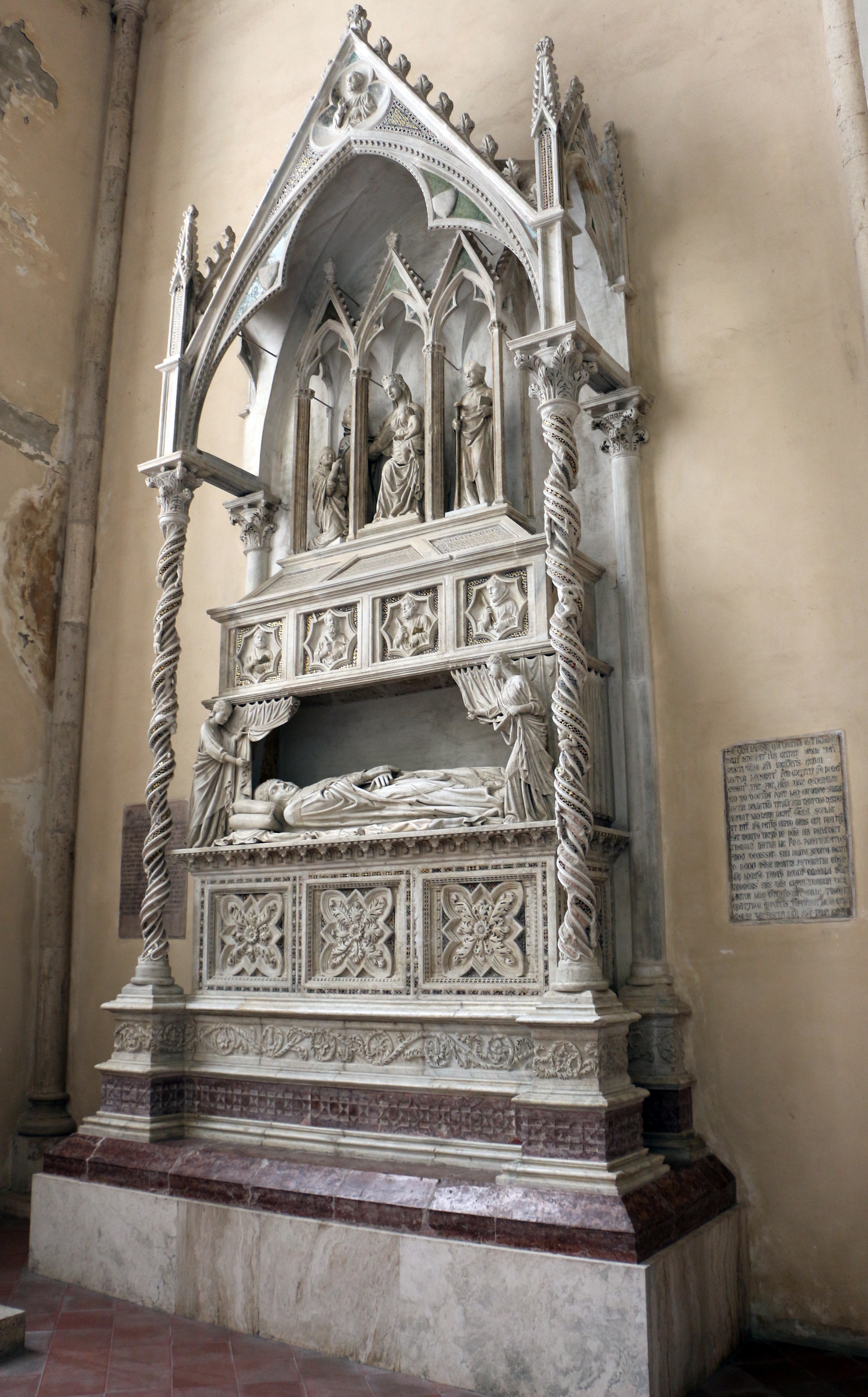
교황 베네딕토 11세의 무덤

평화를 사랑했던 베네딕토 11세는 즉시 보니파시오 8세가 내렸던 필리프 4세에 대한 파문을 철회하였다. 그렇지만 그는 아나니에서 보니파시오 8세에게 모욕을 주고 행패를 부린 프랑스 왕국의 재상 기욤 드 노가레 등은 용서하지 못하여, 1304년 6월 7일 기욤을 포함하여 아나니 사건에 참여한 모든 이탈리아인을 파문했다. 베네딕토 11세는 또한 프랑스의 필리프 4세와 잉글랜드의 에드워드 1세 사이에 휴전 협성을 맺도록 중재하였다.
베네딕토 11세는 페루자에서 갑작스럽게 선종하여 8개월이라는 짧은 기간 동안만 재임하였다. 베네딕토 11세가 갑작스럽게 선종하자 처음에는 기욤 드 노가레가 독살한 것이 아니냐는 의혹이 제기되었으나 그가 교황을 독살했다는 주장을 뒷받침하는 직접적인 증거는 없다. 베네딕토 11세의 후임자인 교황 클레멘스 5세는 교황좌를 로마에서 아비뇽으로 이전하면서 교황의 바빌론 유수라고 불리는 아비뇽 유수 시대가 열렸다. 클레멘스 5세를 포함한 프랑스인 교황들은 완전히 프랑스 국왕들의 영향 아래 있었다.
한편 베네딕토 11세는 마태오 복음서와 시편, 욥기, 요한 묵시록 등에 대한 강론과 주석을 집필하기도 하였다.
거룩한 인물로 명성이 높았던 베네딕토 11세는 사후에도 신자들에게 큰 존경을 받았다. 그의 무덤은 그의 전구를 통한 기적이 수차례 일어나면서 유명한 장소가 되었다. 1736년 4월 24일 교황 클레멘스 12세는 그를 시복하여 그에 대한 공경을 승인하였다.

## 같이 보기
- 교황 목록